# Trillo (Huesca)
Trillo ist ein spanischer Ort in den Pyrenäen in der Provinz Huesca der Autonomen Gemeinschaft Aragonien. Der Ort gehört zur Gemeinde La Fueva. Trillo hatte im Jahr 2015 fünf Einwohner.
Der Ort liegt nördlich des Stausees Barranco del Salinar.

## Geschichte
Zur ehemals selbständigen Gemeinde Trillo gehörten die Orte Salinas de Trillo und Samper. In den 1960er Jahren wurde Trillo mit seinen Ortsteilen zur Gemeinde La Fueva eingemeindet.

## Baudenkmäler
- Pfarrkirche San Andrés (Bien de Interés Cultural)

## Weblinks

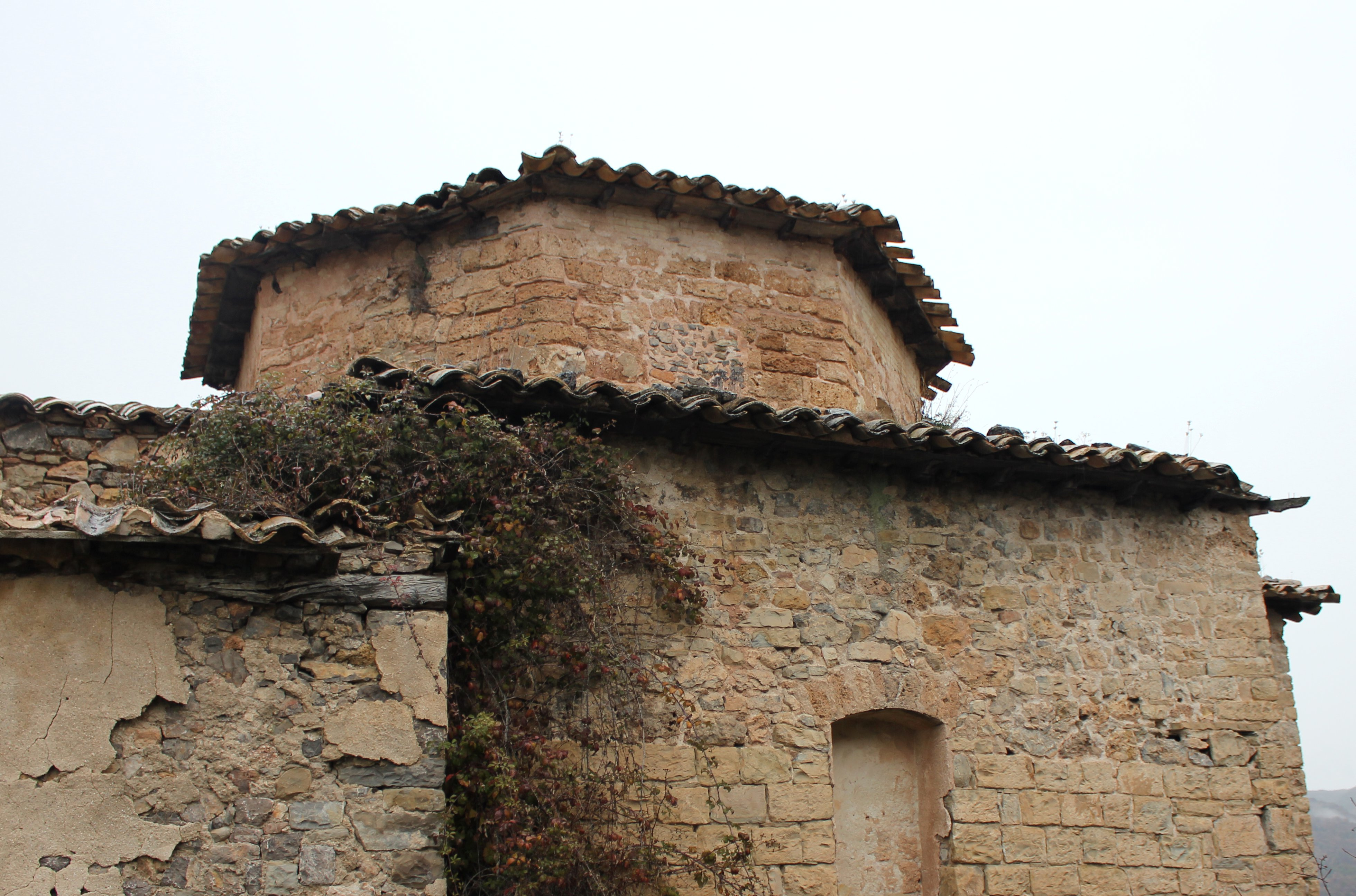
Kirche San Andrés